# はいよろこんで
「はいよろこんで」は、日本のマルチクリエイター・こっちのけんとの楽曲。2024年5月27日に各種音楽配信サービスで配信が開始され、7月31日には英語版がリリースされた。

## 概要
通算6作目の配信限定シングルで、前作「いろは」から約6か月ぶりの配信リリースとなった。
この曲は、 躁鬱病に悩まされながらも自身の2ndシングル「死ぬな!」に救われ「死ぬな!」の“その先”を歌った曲である。
この曲を制作した経緯について、こっちのけんとは以下のように語っている。
| 「                                              | 僕自身、双極性障害っていって、要は躁鬱っていうものなんで、テンションが高すぎたり、低すぎたりっていうのが、結構上下する病気なんです。低い時が病気なのはなんとなくわかるんですけど、テンションが高いときが病気っていうのが訳がわからなくて。どこからが病気なのか、どこまでが自分の優しさとか我慢なのかとかっていうのが、わからなくなっちゃって。だから常に、“ちょっとテンション高いよ”とか、“今低いよ”みたいなのを、簡単な状態でもいいからSOSとして身近な人に言っておこうっていうのを癖づけるために作った曲ですね。 | 」 |
| —こっちのけんと（日本テレビのインタビューより） | |    |

またビリーバンバンの菅原進などがYouTubeでもカバーしている。
本曲は元々「病の町」というタイトルで制作されたものである。自身が患っているうつ病が顕著に出ていた頃に感じた、周囲の人々に闘病中の苦しさや辛さを理解して貰えないジレンマや怒りを歌詞に書き起こしたものであるためネガティブな言葉が並んでいた。しかし、菅生家の父の教え「“良いこと”“プラス思考”で考える」を思い出し、ポジティブな言葉を増やそうと試みた結果、歌詞の半分を現在のものに書き換え、タイトルも「はいよろこんで」に変更してリリースするに至った。

## チャート成績
2024年7月3日公開のBillboard Japan Heatseekers Songsチャートで1位、2024年10月2日公開のBillboard Japan Hot 100チャートでも4位にランクインした。
オリコンチャートでは、2025年1月13日に公開されたオリコン週間デジタルシングル（単曲）ランキングでダウンロード数8975を記録し2位にランクイン、2024年08月19日公開の合算シングルランキングで7位にランクインした。また、週間ストリーミングランキングでは再生回数742万2097回を記録して3位にランクインした。

### 受賞
2025年4月、NexTone Award 2025でYouTube賞を受賞。

## ミュージック・ビデオ
「はいよろこんで」のMVは5月27日にYouTubeで公開され、8月3日に5000万再生を突破し、YouTubeチャートTOP100で1位にランクインした。また、8月2日付では、韓国のデイリーミュージックビデオランキングで2位にランクインした。MVのアニメーションは映像作家のかねひさ和哉が担当した。
MV中のダンスシーンが話題を呼び、「踊ってみた」動画や、サビ前に歌われるモールス信号の「トントントンツーツーツー」のシーンから別の動画に繋げるような動画も拡散されている。
9月30日に動画の視聴回数が1億回を突破した。これを記念して、かねひさがお祝い動画を制作、YouTubeで公開されている。

## タイアップ
- 日清食品『どん兵衛』「はいよろこんで 利き利きどん 編」 - CMソング（歌詞全体を替え歌にして本人が歌唱）[30]。元のMVと同じくかねひさがCM映像を担当[31]。
- 味覚糖『UHAグミサプリ』（2025年4月19日 - ） - CMソング（歌詞の一部を替え歌にして本人が歌唱）。こっちのけんとがアニメキャラクター化されている[32][33]

## カバー
- ハロー、ハッピーワールド!（弦巻こころ〈伊藤美来〉） - ゲーム『バンドリ! ガールズバンドパーティ!』に収録（2025年3月16日追加）
- ぷにる（篠原侑) - アニメ『ぷにるはかわいいスライム』の第2期第1弾MV楽曲としてカバー。